# Aldeasoña
Aldeasoña település Spanyolországban, Segovia tartományban. Aldeasoña Canalejas de Peñafiel, Laguna de Contreras, Calabazas de Fuentidueña, Fuentesaúco de Fuentidueña és Membibre de la Hoz községekkel határos. Lakosainak száma 67 fő (2024).

## Népesség
A település népessége az elmúlt években az alábbi módon változott:
| Lakosok száma | 103  | 82   | 79   | 74   | 67   | 67   | 57   | 56   | 65   | 67   |
|               | 2001 | 2004 | 2007 | 2009 | 2012 | 2014 | 2017 | 2019 | 2022 | 2024 |